# Age of Aquarius (álbum de Villagers of Ioannina City)
Age of Aquarius es el cuarto álbum de la banda griega de folk rock Villagers of Ioannina City. Lanzado por Mantra Records el 20 de septiembre de 2019, y luego relanzado por Napalm records el 3 de abril de 2020.

## Composición y grabación
En este álbum, la banda cambia su enfoque musical, con todas las letras en inglés, sonidos más modernos y atmosféricos, cercanos al post-rock, también algunos toques de rock clásico y progresivo, aunque manteniendo el uso de instrumentos tradicionales en algunas canciones, con temas astronómicos / astrológicos.
El 7 de febrero de 2020 se lanzó un videoclip de la canción "For The Innocent", el 19 de marzo un video lírico de la canción "Father Sun", y el 6 de abril, un video lírico de la canción "Age of Aquarius".

## Lista de canciones
| N.º | Título                      | Duración |  |
| 1.  | «Welcome»                   | 2:58     |  |
| 2.  | «Age of Aquarius»           | 8:43     |  |
| 3.  | «Part V»                    | 9:47     |  |
| 4.  | «Dance of Night»            | 8:33     |  |
| 5.  | «Arrival»                   | 1:52     |  |
| 6.  | «Father Sun»                | 8:37     |  |
| 7.  | «Millennium Blues»          | 8:42     |  |
| 8.  | «Cosmic Soul»               | 9:03     |  |
| 9.  | «For the Innocent»          | 5:02     |  |
| 10. | «Sparkle out of Black Hole» | 2:30     |  |

## Formación
- Alex Karametis - guitarra, voz
- Akis Zois - bajo
- Aris Giannopoulos - batería
- Giannis Haldoupis - clarinete

### Créditos
- Mezclas por Keith Armstrong en Pietown Sound, Los Angeles, California
- Masterizado por Justin Shturtz en Sterling Sound, Nashville Tennessee
- Fótis Várthis, Graphic no Jutsu- ilustraciones y gráficos
- Asteris Partalios - grabación y producción